# Japan Air Commuter
Pour les articles homonymes, voir JAC.
日本エアコミューター
Japan Air Commuter Co., Ltd. (日本エアコミューター株式会社, Nihon Ea Komyūtā Kabushiki-gaisha) est une compagnie aérienne japonaise, du groupe Japan Airlines. Sa base principale se situe à l'aéroport de Kagoshima.

## Histoire

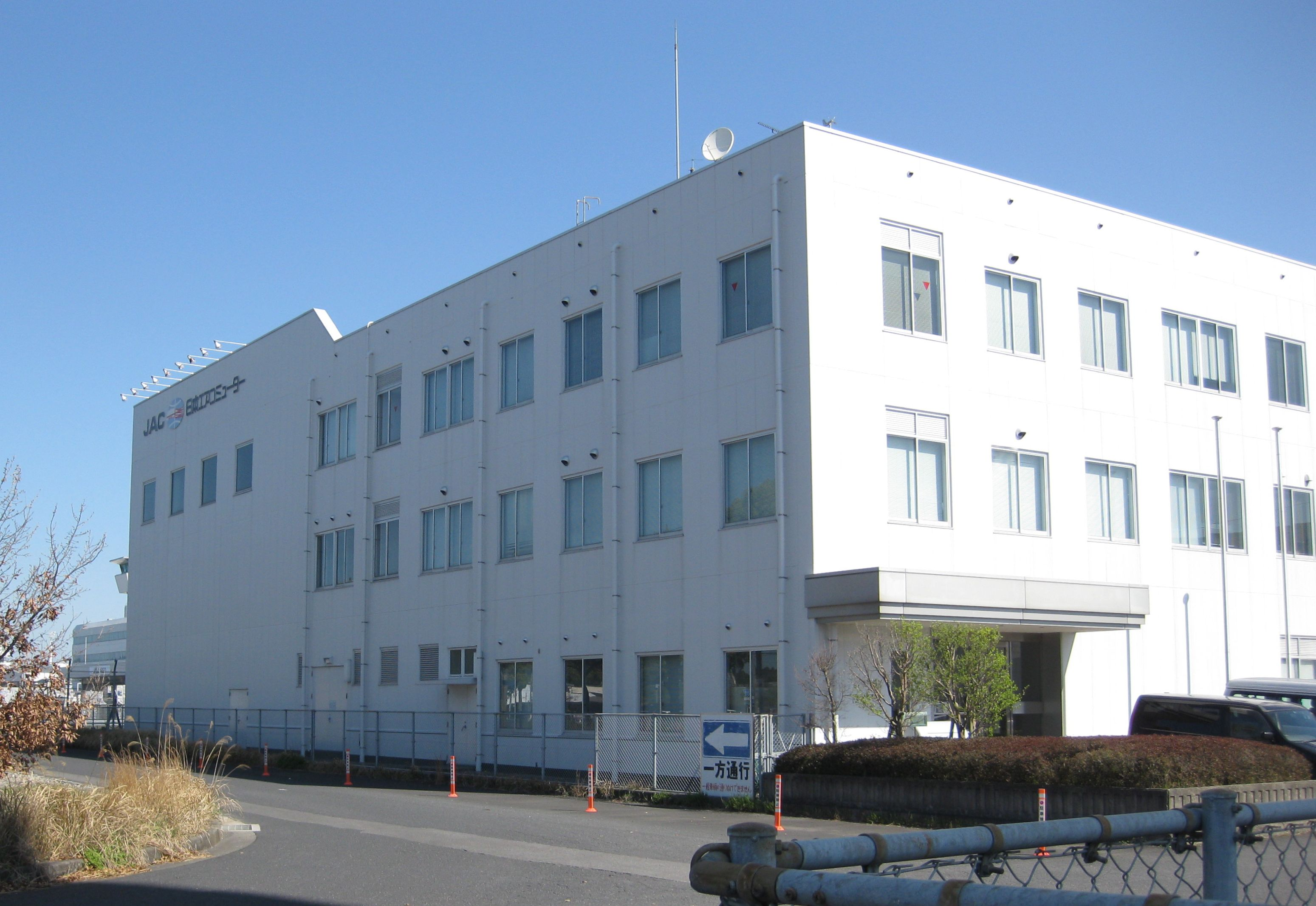
Siège de Japan Air Commuter

La compagnie aérienne a été créée le 1er juillet 1983  et a commencé les opérations en décembre 1983. Un plan d'investissement conjoint avec des investisseurs publics et privés dans quatorze municipalités de la préfecture de Kagoshima a établi Japan Air Commuter. À l'époque, JAC était une filiale de Toa Domestic Airlines, plus tard connue sous le nom de Japan Air System.
Japan Air System a ensuite fusionné avec Japan Airlines. Japan Air Commuter appartient à Japan Airlines (60%) et à 12 municipalités locales des îles Amami et de Kagoshima (40%).
En 2019, la compagnie se sépare de ses derniers Dash 8 et exploite une flotte entièrement composée de turbopropulseurs ATR de nouvelle génération.

## Caractéristiques

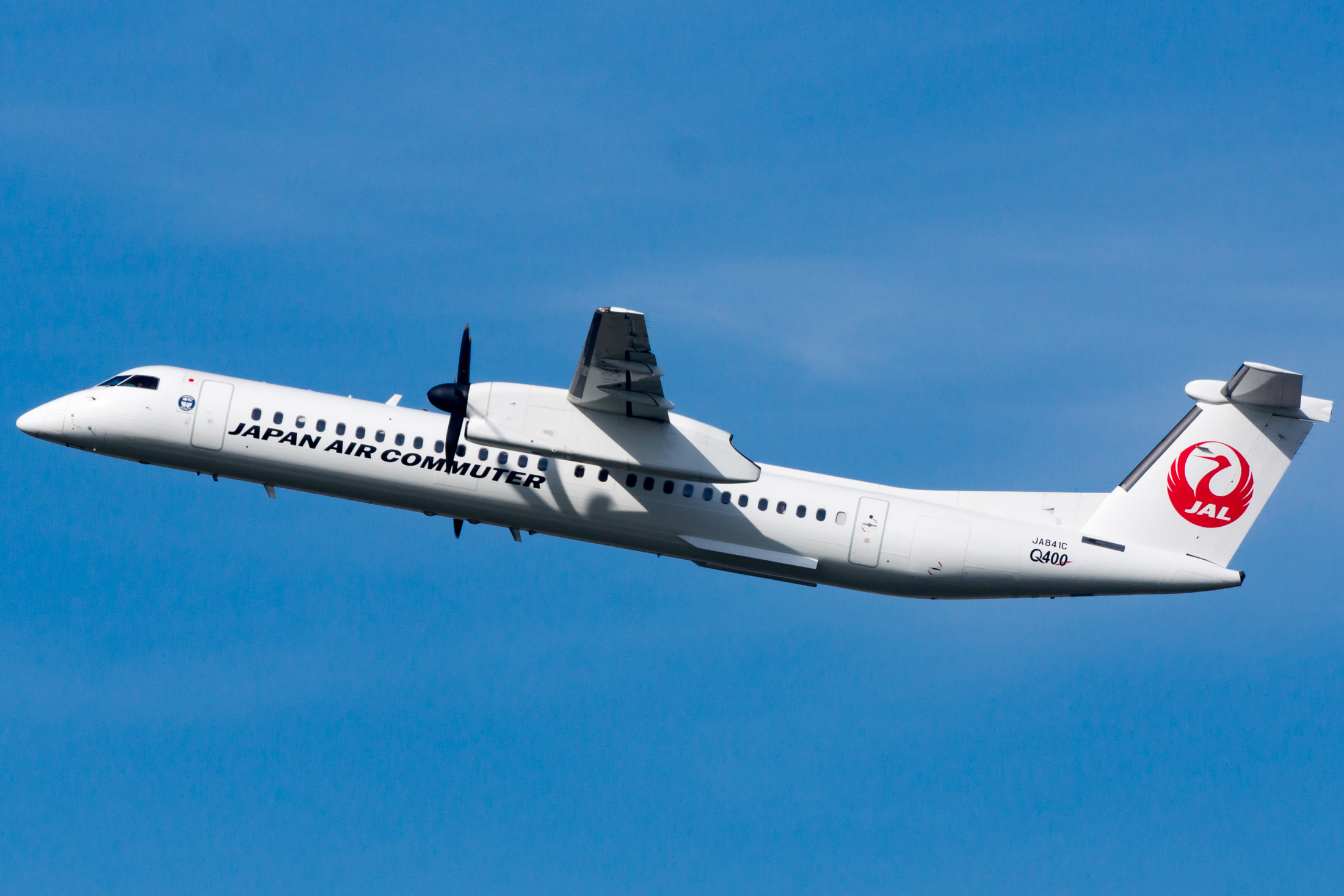
Japan Air Commuter DHC-8-400 (JA841C)

Nom japonais
Nippon Air Commuter (Ea Komyutâ).
Siège social
822, Fumoto, Mizobecho, Airagun, Kagoshimaken

## Flotte

### Flotte actuelle
Au 10 mai 2024:
| Appareils  | Total | Commandes | Passagers | Remarques |
| ---------- | ----- | --------- | --------- | --------- |
| ATR 42-600 | 9     |           | 48        |           |
| ATR 72-600 | 2     | —         | 70        |           |
| Total      | 11    |           |           |           |

### Historique

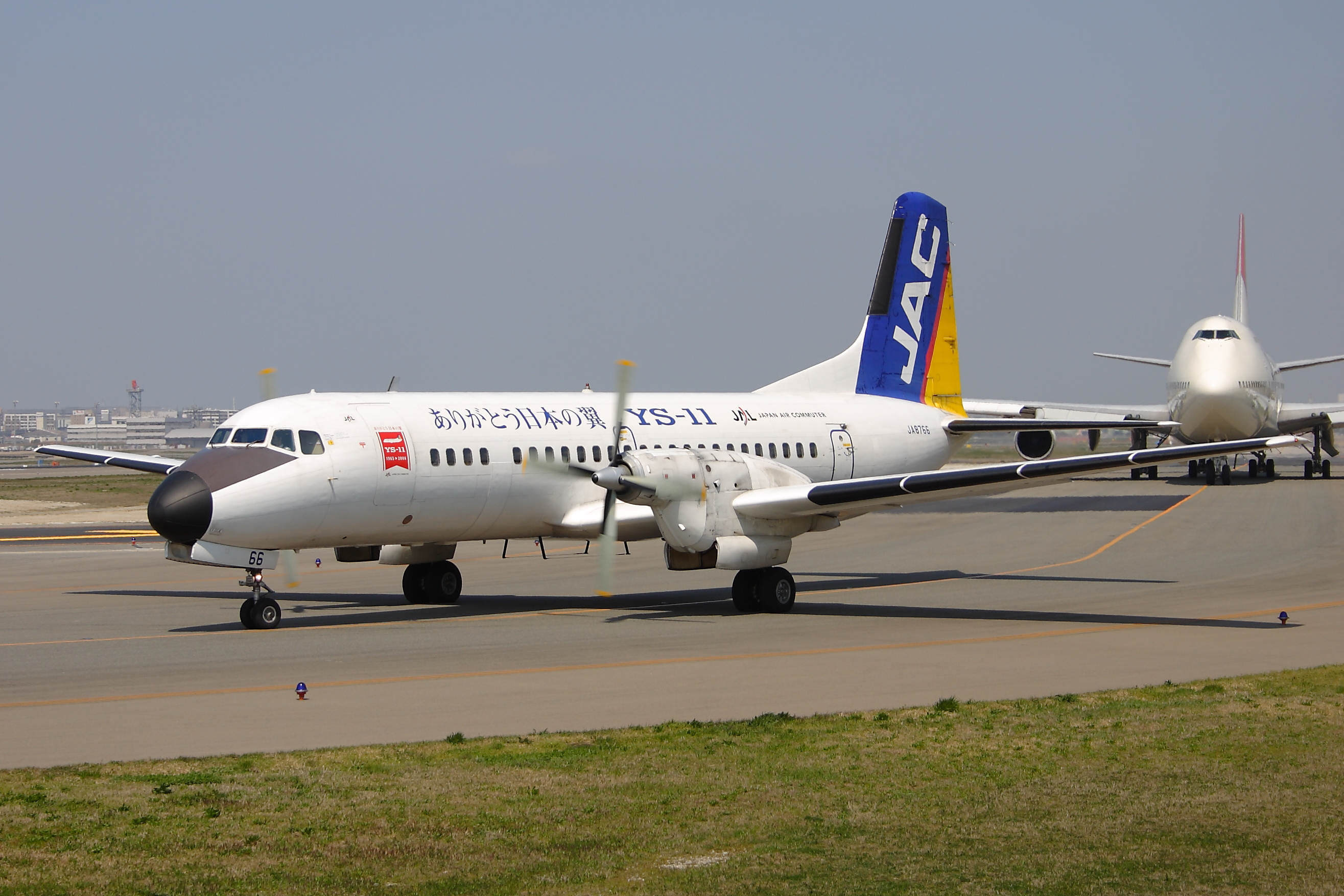
A Japan Air Commuter NAMC YS-11 at Fukuoka Airport in 2006.

| Appareils              | Année d'introduction | Année de retrait | Notes/Refs |
| ---------------------- | -------------------- | ---------------- | ---------- |
| Bombardier Dash 8 Q400 | 2002                 | 2018             |            |
| Dornier 228            | 1983                 | 1995             |            |
| NAMC YS-11A-500        | 1988                 | 2006             | ,          |
| Saab 340B              | 1992                 | 2018             |            |

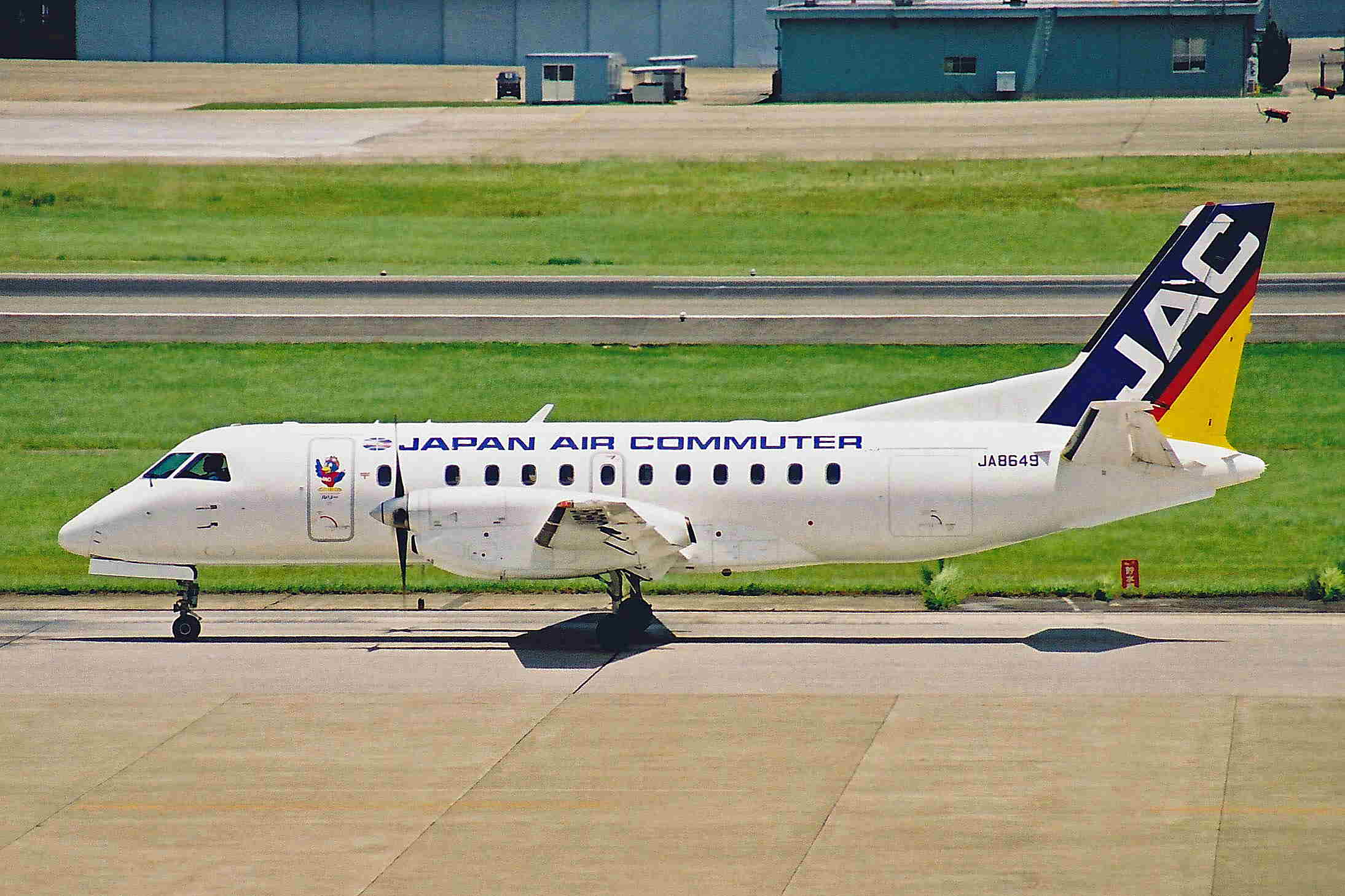
2001
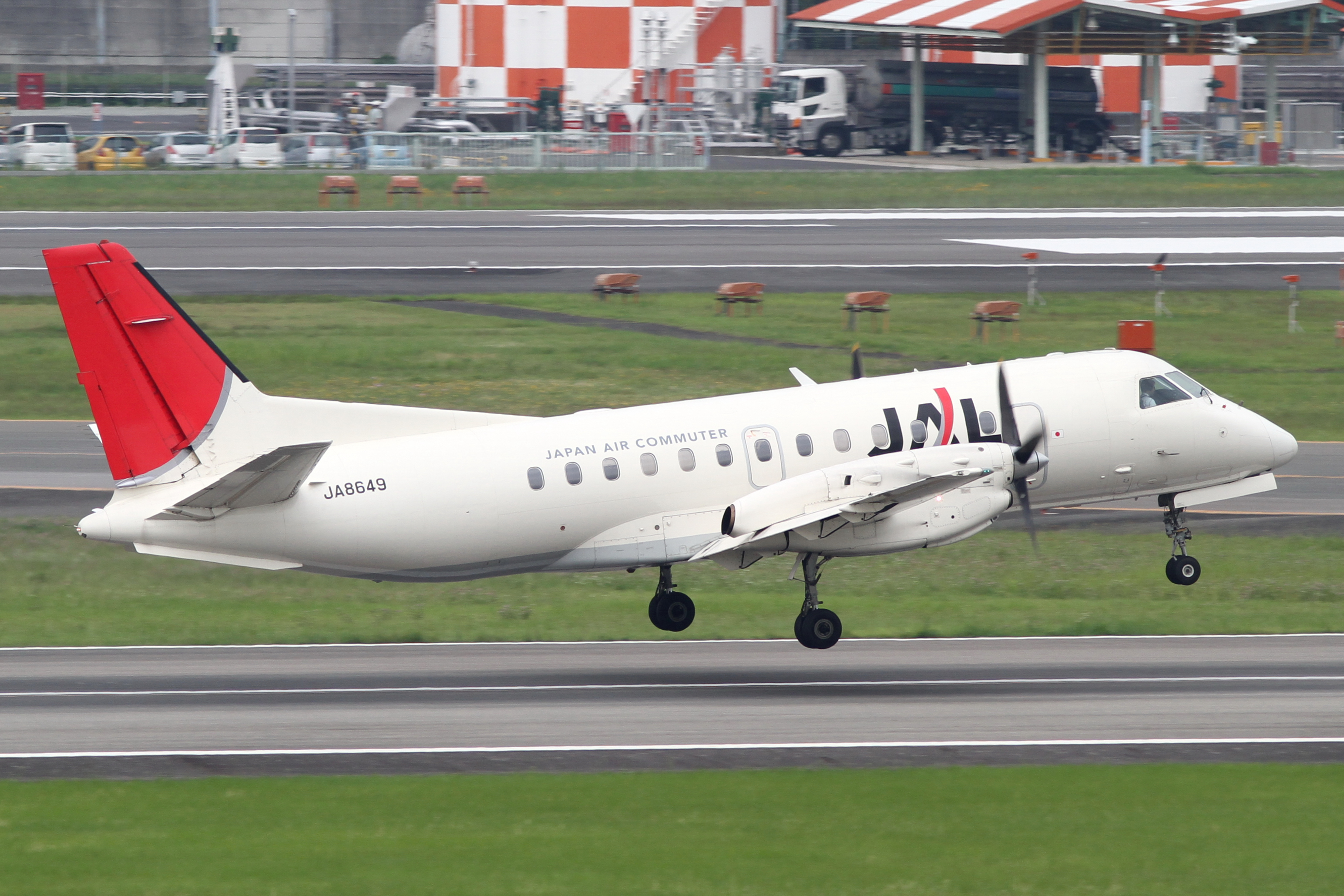
A Japan Air Commuter Saab 340 departs Osaka International Airport, Japon (2010).
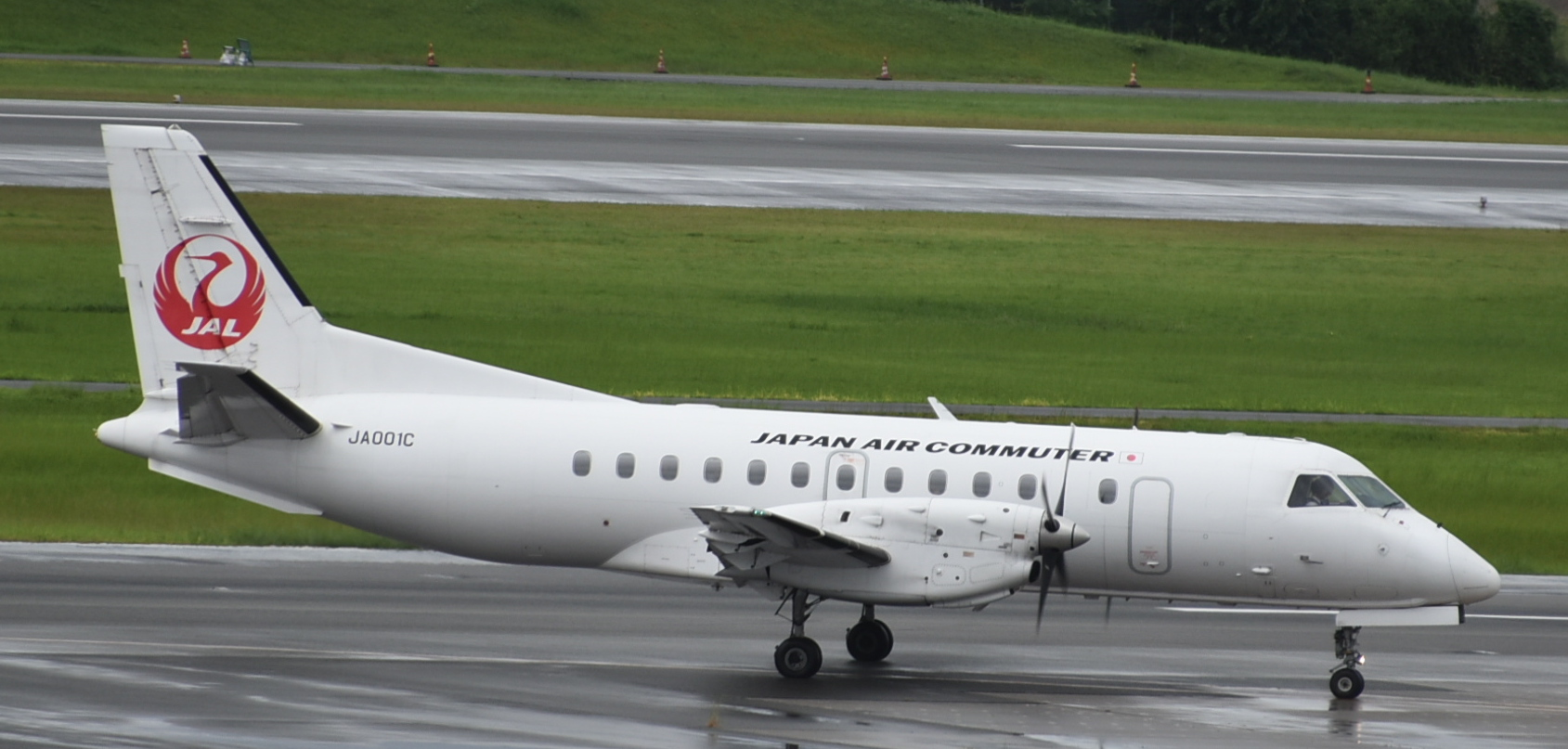
Livrée actuelle

## Destinations
Osaka Itami, Matsumoto, Tajima (en), Okayama, Hiroshima-Nishi, Izumo, Ōki, Tokushima, Takamatsu, Kochi, Matsuyama, Fukuoka, Nagasaki, Miyazaki, Kagoshima, Tanegashima, Yakushima, Kikaijima, Amami-Ōshima, Tokunoshima, Okinoerabujima, Yoronjima.